# Motion Picture News
Motion Picture News – amerykański tygodnik branżowy, poświęcony tematyce filmowej, publikowany w latach 1913–1930 w Nowym Jorku.

## Historia
Tygodnik „Motion Picture News” powstał we wrześniu 1913 w wyniku zakupu „Moving Picture News” (założonego w 1908) przez „The Exhibitors’ Times” (również założonego w 1913) od wydawnictwa  Charles Francis Press. Szybki rozwój nowej publikacji pod redakcją Williama A. Johnstona, byłego wydawcy i założyciela „The Exhibitors’ Times”, był bezprecedensowy w dziedzinie czasopism branżowych. Do czerwca 1914 „Motion Picture News”, w stosunku do pierwszego wydania z września 1913, ponad dwukrotnie zwiększył swoją objętość.

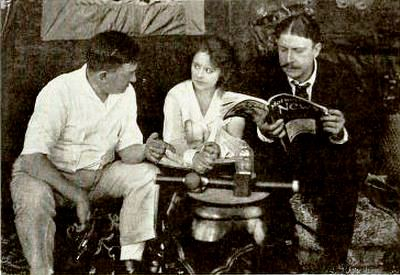
Reżyser Perry N. Vekroff i aktorzy Frankie Mann oraz Stuart Holmes podczas produkcji serialu kinowego Trailed by Three (1920), w trakcie czytania „Motion Picture News” (1919)

Robert Grau, autor książki The Theatre of Science A Volume of Progress and Achievement in the Motion Picture Industry (1914),  pisał, że „Motion Picture News” jest i pozostanie bezstronny pod każdym względem. Jak zaznaczał, gazeta pozostaje całkowicie wolna od kontroli, a żaden z właścicieli nie jest bezpośrednio ani pośrednio zainteresowany inną gałęzią przemysłu filmowego. „Ich celem jest po prostu prowadzenie wysokiej klasy, renomowanego, ciekawego i autorytatywnego czasopisma reprezentującego sztukę i przemysł filmu”.
Po przejęciu przez amerykańskiego wydawcę Martina Quigleya w 1930, „Motion Picture News” połączono z „Exhibitors’ Herald World”, tworząc „Motion Picture Herald”.